# جاکوبسون (مینه‌سوتا)
جاکوبسون (به انگلیسی: Jacobson) یک منطقهٔ مسکونی در ایالات متحده آمریکا است که در شهرستان ایتکین، مینه‌سوتا واقع شده‌است. جاکوبسون ۳۸۲ متر بالاتر از سطح دریا واقع شده‌است.